# Gemeine Sichelschrecke

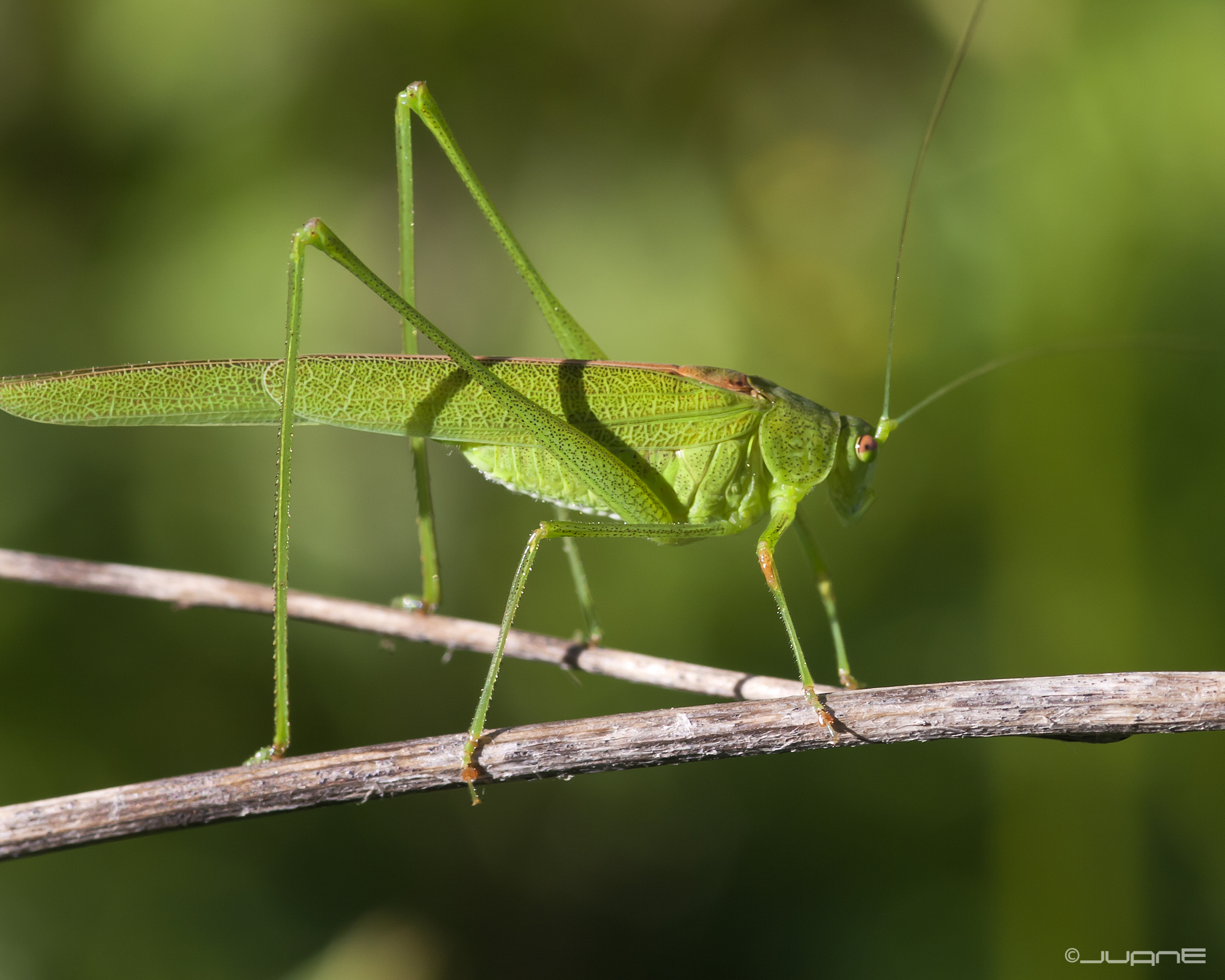
Männchen

Die Gemeine Sichelschrecke (Phaneroptera falcata) ist eine Art aus der Unterfamilie der Sichelschrecken (Phaneropterinae).

## Merkmale
Diese Laubheuschrecken werden 12 bis 18 Millimeter lang. Sie haben eine grüne Grundfärbung, wobei der Rücken und die Beine auch einen rotbraunen Schimmer haben können. Der gesamte Körper ist sehr fein dunkel gepunktet. Die Fühler der Tiere sind ca. viermal länger als der Körper. Die Weibchen haben einen in Seitenansicht sehr breiten, kurzen, fast rechtwinklig nach oben gebogenen Legesäbel. Die Männchen haben lange und stark gekrümmte Cerci am Hinterleibsende. Diese Art ist, abgesehen von der sehr ähnlichen Vierpunktigen Sichelschrecke (Phaneroptera nana), die nur in den südlichen Bereichen Mitteleuropas aus Südeuropa einfliegt, die einzige mitteleuropäische Sichelschrecke, die voll entwickelte Flügel aufweist. Dabei sind die Vorderflügel etwa so lang, dass sie nach hinten gelegt etwas über das hintere Knie hinausstehen, die Hinterflügel sind noch ein gutes Stück länger („parapter“). Die Seitenlappen des Halsschildes sind abgerundet und etwas länger als sie hoch sind. Neben diesem Merkmal unterscheidet sie auch ihr etwas schmalerer Körperbau und die nicht so deutlich ausgeprägten dunklen Sprenkel in der Färbung von der ihr ähnlichen Art.

### Ähnliche Arten
- Vierpunktige Sichelschrecke (Phaneroptera nana),

## Vorkommen
Die Tiere kommen in Mittel- und Südeuropa vor. Infolge der Klimaerwärmung erfuhr ihre Ausbreitung in den letzten Jahren eine enorme Ausdehnung. Die nördlichsten Vorkommen in Deutschland finden sich mittlerweile in Schleswig-Holstein und auf Rügen. Sie fehlen aber mitunter in weiten Teilen, wie z. B. im Alpenvorland und in vielen Teilen der Schwäbischen Alb. Sie leben in sehr warmen Gegenden, wie z. B. auf verbuschtem Trockenrasen und in Sandgruben, ja selbst im gartenreichen Siedlungsbereich.

## Lebensweise
Man findet die ausgewachsenen Tiere von August bis Oktober. Sie ernähren sich polyphag von verschiedenen Laubbäumen und Sträuchern, wobei sie vor allem junge Triebe, aber auch Beeren und Früchte fressen.

## Gesang
Sie zirpen nur sehr leise, so dass man den Gesang nur bis zu einer Entfernung von etwa einem Meter hören kann. Ihr leises Zirpen erfolgt besonders in der Nacht. Dabei sind in unregelmäßigen Abständen „Zb“-Laute  zu hören.

## Entwicklung
Die Weibchen legen ihre abgeflachten Eier zwischen die Epidermis der Blätter der Futterpflanzen ein. Die daraus schlüpfenden Larven durchleben sechs Larvenstadien, wobei sie insgesamt ca. 60 Tage für ihre Entwicklung benötigen.